# Íñigo Sánchez Minaya
Íñigo Sánchez Minaya fue un noble aragonés de los siglos XI-XII, considerado uno de los miembros más destacados de la corte de Pedro I.

## Biografía
Posiblemente originario de Binué, fue parte de la corte del rey Sancho Ramírez de Aragón y consta desde 1082 como tenente en Monclús, Peña y Ara. Como muchos otros seniores aragoneses fue capturado con la derrota aragonesa en la batalla de Morella de 1084, aunque sería liberado poco después. En 1086 consta también a cargo de Asieso, localidad de donde era originaria su mujer, Andregoto.
Reinando aún Sancho Ramírez, su hijo el infante Pedro ejerció como gobernador en Ribagorza y parece haber establecido una duradera colaboración con Íñigo, hasta el punto de ser tratado por el infante con el epíteto de minaya (del vasco mi anai, mi hermano). Así, algunas de las tenencias de Íñigo en Sobrarbe quedaban cerca de la frontera oriental a cargo del infante. Además de con el heredero de la corona, Íñigo estableció vínculos con la nobleza ribagorzana, en cuyas redes se fue integrando con el tiempo.
Bajo el infante Pedro Sánchez, el reino vivió un gran empuje hacia el sudeste. En 1087 fue tomada Estada, apareciendo Íñigo entre los cotenentes de la plaza, y en 1089 Pedro lanzó la campaña que acabó con la creación de un regnum fronterizo y un reparto de almunias que enriqueció a la nobleza que había participado en la conquista, incluyendo de nuevo a Íñigo. Desde 1089 consta como cotenente de Monzón junto a Jimeno Garcés, lo que ha sido interpretado por algunos autores como una bicefalia donde Jimeno era el representante del rey Sancho e Íñigo era el hombre fuerte en la localidad del infante y regulus de Monzón y Ribagorza. 
Con el ascenso al trono del infante Pedro en 1094, Íñigo abandonó su tenencia original de Monclús, quedando como tenente en Monzón y uno de los nobles más poderosos de la zona oriental del reino. En 1098 fue tomada Calasanz, plaza militarmente y económicamente clave, tanto por el control de salinas y minas de hierro como por desbloquear un posible avance hacia Lérida. En 1100 Íñigo emitió un testamento con motivo de una peregrinación a Roma, que muestra que tanto él como su mujer se habían convertido en ricos propietarios con posesiones en múltiples localidades.
Pedro I murió sin descendencia en 1104, siendo sucedido por su hermano Alfonso I el Batallador. Con el cambio de monarca la tenencia de Monzón fue a parar a Ramiro Sánchez de Pamplona, pero Íñigo conservó la tenencia de Calasanz. Aparece igualmente mencionado a cargo de Calaterreb y Albalate.  Siguió desarrollando su red de influencias en el oriente del reino, destacando el compromiso de su hija Toda con Berenguer Gombaldo de Benavent por enlazar su linaje con una de las principales casas ribagorzanas.
Aparece atestiguado en la documentación real hasta al menos 1110, siendo la fecha del compromiso de su hija circa 1115. Otro documento lo confirma como tenente de Calasanz a finales de 1116. En 1126-1127 constan en cambios documentos reales en Calasanz sin que aparezca entre los testigos y para 1130 consta un nuevo tenente en la localidad, siendo probable que falleciera en la década de 1120.